# Đỗ Thị Thảo
Đỗ Thị Thảo (sinh ngày 30 tháng 9 năm 1992), là một vận động viên điền kinh người Việt Nam, thành viên của đội tuyển quốc gia Việt Nam tham gia các kỳ Đại hội Thể thao Đông Nam Á. Đỗ Thị Thảo đã giành được bốn tấm Huy chương Vàng SEA Games ở các nội dung chạy 800 m, 1500 m, được gọi là nữ hoàng điền kinh trung bình Việt Nam.
Đỗ Thị Thảo từng tham gia bộ môn điền kinh các kỳ SEA Games 25, SEA Games 26, SEA Games 27, SEA Games 28 và nghỉ hưu, kết thúc sự nghiệp thể thao năm 2015.

## Xuất thân tiểu sử
Đỗ Thị Thảo sinh ra và lớn lên ở huyện Mộc Châu, tỉnh Sơn La. Cô là con gái út trong một nhà ba anh chị em. Gia đình có cuộc sống bình thường, nghề nông miền núi. Thời còn nhỏ, Đỗ Thị Thảo thường xuyên giúp đỡ gia đình nội trợ, công việc đồng áng như đi cấy, chăn trâu, đồng thời theo học phổ thông.
Tại trường học, cô tham gia các môn thể thao và dần dần thể hiện năng khiếu của mình. Thời trung học cơ sở, cô đại diện trường, tham gia các kỳ Hội khỏe Phù Đổng cấp huyện, cấp tỉnh Sơn La.
Năm 2007, khi 15 tuổi, Đỗ Thị Thảo được gọi vào đội tuyển thể thao tỉnh Sơn La, đội tuyển của Sở Văn hóa, Thể thao và Du lịch tỉnh Sơn La, đại diện tỉnh Sơn La tham gia các đại hội thể thao toàn quốc. Là thành viên của đội tuyển, cô tập luyện thường xuyên, được phụ cấp hỗ trợ sinh hoạt. Ban đầu, cô được hướng dẫn bộ môn taekwondo, rồi sau đó nhận định và chuyển hẳn qua điền kinh.
Sau đó nhờ vào sự tiến bộ và khả năng, năm 2009, Đỗ Thị Thảo được gọi vào đội tuyển thể thao quốc gia, chuyển tới Đà Nẵng tập luyện hẳn. Cô bắt đầu sự nghiệp thi đấu của mình, các kỳ Đại hội Thể dục Thể thao toàn quốc, đại diện cho Việt Nam tham gia đại hội quốc tế.

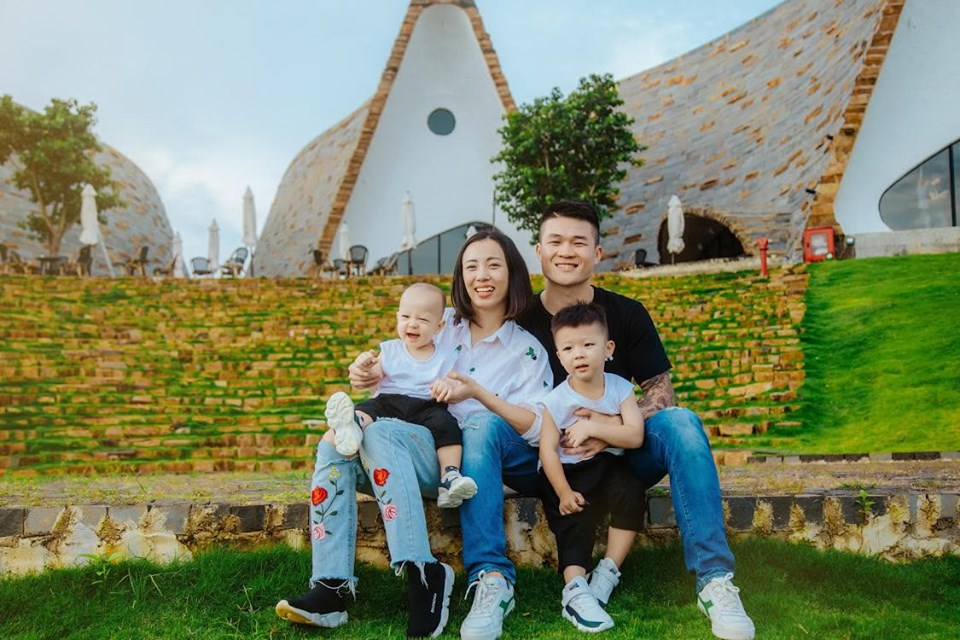
Ảnh gia đình cặp đôi thể thao Việt Nam hoàn hảo Trương Đình Hoàng - Đỗ Thị Thảo

Trong thời kỳ lâu dài ở Đà Nẵng, từ năm 2011, Đỗ Thị Thảo quen với Trương Đình Hoàng, võ sĩ Quyền Anh người Buôn Ma Thuột, Đắk Lắk, cũng là vận động viên đội tuyển quốc gia. Hai người cùng tập luyện trong đội tuyển, gắn bó với nhau, từ bạn bè rồi bén duyên. Đỗ Thị Thảo và Trương Đình Hoàng cùng tham gia các kỳ SEA Games 26, SEA Games 27, SEA Games 28, động viên và cổ vũ lẫn nhau. Ngày 10 tháng 6 năm 2015, tại SEA Games 28, hai người cùng giành Huy chương Vàng trong cùng một ngày. Sau kỳ SEA Games 28, cô quyết định nghỉ hưu, kết thúc sự nghiệp thể thao. Ngày 25 tháng 11 năm 2015, Đỗ Thị Thảo và Trương Đình Hoàng tổ chức hôn lễ, hai người được đánh giá là "cặp đôi vàng của thể thao Việt Nam" – đều là vận động viên đội tuyển quốc gia với nhiều cống hiến cho thể thao Việt Nam. Trương Đình Hoàng được xem là Nam vương Quyền Anh Việt Nam, còn Đỗ Thị Thảo được gọi là Nữ hoàng cự ly trung bình điền kinh.
Sau khi kết thúc sự nghiệp thể thao, Đỗ Thị Thảo chuyển về sống ở Buôn Ma Thuột, Đắk Lắk, quê hương của Trương Đình Hoàng. Cô quản lý TDH Boxing Club – Câu lạc bộ Boxing và có cuộc sống đời thường.

## Sự nghiệp thể thao
Khi được gọi vào đội tuyển quốc gia năm 2009, Đỗ Thị Thảo được cử tham gia Đại hội Thể thao Đông Nam Á 2009 tại Viêng Chăn, Lào, lúc này chị 17 tuổi. Tại kỳ SEA Games này, cô thi đấu bộ môn điền kinh, chạy 800 m và giành được Huy chương Đồng với thành tích 2:12.26, đứng sau Kumarasamy Ganthi Manthi người Malaysia (Huy chương Bạc, thành tích 2:07.99) và Huy chương Vàng thuộc về đồng đội Trương Thanh Hằng với 2:02.74.
Năm 2011, tại Đại hội Thể thao Đông Nam Á 2011 ở Palembang và thủ đô Jakarta, Indonesia, Đỗ Thị Thảo tiếp tục thi đấu ở cự ly 800 m và thêm cự ly 1500 m. Ở kỳ đại hội này, cô đã giành được hai Huy chương Bạc, cự ly 800 m với thành tích 2:05.62 và 1500 m với thành tích 4:18.94. Hai Huy chương Vàng bộ môn này đều tiếp tục thuộc về người đồng đội – Trương Thanh Hằng. Hai vận động viên cùng thể hiện vị trí đứng đầu của điền kinh Việt Nam khu vực Đông Nam Á.

Năm 2012, vận động viên Trương Thanh Hằng, trụ cột điền kinh Việt Nam thời đó gặp tai nạn gãy chân, đã phải kết thúc sự nghiệp thể thao. Hy vọng ngành điền kinh được đặt vào Đỗ Thị Thảo. Khi được hy vọng, Đỗ Thị Thảo đã trả lời phỏng vấn:
“Ngày chị Hằng còn ở tổ trung bình của đội tuyển điền kinh, tôi luôn xem chị ấy là tấm gương để mình phấn đấu. Trong các buổi tập chị Hằng luôn là người chạy phía trước, nhìn chị là tôi phải cố gắng hơn gấp nhiều lần để có thể tiến bộ. Trong sinh hoạt, chị Hằng rất gần gũi với tất cả mọi người, chị chỉ dạy cho em út rất nhiều thứ. Giờ không có chị Hằng, cả tổ đi bộ ai cũng cảm thấy trống trải và nhớ chị ấy”.
Trước thềm Đại hội Thể thao Đông Nam Á 2013, chị tham gia giải Grand Prix châu Á ba vòng tại Băng Cốc, Chonburi ở Thái Lan và Nimali ở Sri Lanka, giành ba tấm Huy chương Bạc. Tới SEA Games 27, Đỗ Thị Thảo giành hai tấm Huy chương Vàng điền kinh, ở cự ly 800 m với thành tích 2:05.52 và 1500 m với thành tích 4:22.64.
Năm 2015, tại Đại hội Thể thao Đông Nam Á 2015, Đỗ Thị Thảo một lần nữa giành hai tấm Huy chương Vàng, bảo vệ vị trí vô địch cự ly 800 m với thành tích 2:05.22 và cự ly 1500 m với thành tích 4:28.39. Thời gian giữa hai ngày thi cự ly, Đỗ Thị Thảo gặp chấn thương phần chân, đồng thời trải qua đợt kiểm tra doping căng thẳng. Cô vẫn tiếp tục phấn đầu và hoàn thành nhiệm vụ. Sau kỳ SEA Games 28, cùng năm 2015, Đỗ Thị Thảo tham thêm Đại hội Thể dục Thể thao toàn quốc tại Thành phố Hồ Chí Minh, giành ba tấm Huy chương Vàng điền kinh toàn quốc rồi quyết định kết thúc sự nghiệp thể thao. Vận động viên được hy vọng thay thế vị trí của Đỗ Thị Thảo là Vũ Thị Ly và Nguyễn Thị Oanh.